# ヴィンセント・カーシーザー
ヴィンセント・ポール・カーシーザー（Vincent Paul Kartheiser, 1979年5月5日 - ）は、アメリカ合衆国の俳優。1990年代は、子役俳優として知られた。近年では『バフィー 〜恋する十字架〜』のスピンオフドラマ『エンジェル』のコナー役（2002年 - 2004年）、『マッドメン』のピート・キャンベル役（2007年 - ）で注目されている。

## 略歴
ミネソタ州ミネアポリス生まれ。6人兄弟の末っ子で、姉が4人と兄が1人いる。身長は180.3cm。菜食主義者。UCLAで歴史学を学んだ。
カーシーザーは1993年から子役として活動を始め、1996年の映画『アラスカ 小さな冒険者たち』ではソーラ・バーチと兄妹役で主演を務めた。その後もラリー・クラーク監督の『アナザー・デイ・イン・パラダイス』（1998年）、ドストエフスキーの『罪と罰』を下敷きにした『クライム・アンド・パニッシュメント』（2000年）で準主役を務め、主に映画の分野で活動していた。
2002年から2004年まで、人気テレビドラマ『バフィー 〜恋する十字架〜』のスピンオフ作品である『エンジェル』で、主人公エンジェルとダーラの息子コナー役を演じた。また2007年に始まった人気ドラマ『マッドメン』では、若く出世欲の強い広告会社の営業マン、ピート・キャンベル役を務めている。

## 主な出演作品

### 映画
| 公開年 | 邦題 原題                                                           | 役名                     | 備考                 |
| ------ | ------------------------------------------------------------------- | ------------------------ | -------------------- |
| 1993   | 忘れられない人 Untamed Heart                                        | 孤児の少年               |                      |
| 1994   | リトル・ビッグ・フィールド Little Big League                        | ジェームズ               |                      |
| 1995   | リトル・ヒーロー The Indian in the Cupboard                         | ジロン                   |                      |
| 1996   | アラスカ 小さな冒険者たち Alaska                                    | ショーン・バーンズ       |                      |
| 1997   | トラブルボーダー Masterminds                                        | オズワルド・パクストン   |                      |
| 1998   | アナザー・デイ・イン・パラダイス Another Day in Paradise            | ボビー                   |                      |
| 1998   | ガールズ・ルール! The Hairy Bird                                    | スネーク                 |                      |
| 2000   | クライム・アンド・パニッシュメント Crime and Punishment in Suburbia | ヴィンセント             |                      |
| 2001   | 沈黙の行方 The Unsaid                                               | トーマス                 |                      |
| 2006   | アルファ・ドッグ 破滅へのカウントダウン Alpha Dog                   | ピック                   |                      |
| 2011   | ランゴ Rango                                                        | エゼキエル               | アニメ映画、声の出演 |
| 2011   | TIME/タイム In Time                                                 | フィリップ               |                      |
| 2016   | ライク・ア・キラー 妻を殺したかった男 A Kind of Murder              | ローレンス・コービー刑事 |                      |

### テレビドラマ
| 放映年    | 邦題 原題          | 役名               | 備考               |
| --------- | ------------------ | ------------------ | ------------------ |
| 1999      | ER緊急救命室 ER    | ジェシー           | 1エピソードに出演  |
| 2002-2004 | エンジェル Angel   | コナー             | 28エピソードに出演 |
| 2007 -    | マッドメン Mad Men | ピート・キャンベル | レギュラー         |

## 参照
1. ↑  “Cast Bio: Vincent Kartheiser”.   AMC. 2008年12月22日時点のオリジナルよりアーカイブ。2012年7月17日閲覧。